# Mark Andrus
Mark Dean Andrus (* 13. Dezember 1955 in Los Angeles) ist ein US-amerikanischer Drehbuchautor.

## Leben
Nachdem Mark Dean Andrus 1978 seinen Master of Business Administration an der University of California, Riverside erhielt, wartete er die Zeit ab, bis sich die juristischen Fakultäten, bei denen er sich bewarb, zwecks einer Annahme oder Ablehnung, meldeten, in einem kreativen Schreibkurs, bei dem er ermutigt wurde, sein Talent weiter zu vertiefen, weswegen er sich gegen eine Karriere in der Juristerei entschied, und stattdessen einen Master of Professional Writing Program an der University of Southern California anstrebte. Nach seinem Abschluss wurde er von Norman Lear engagiert und anschließend wechselte er zu Castle Rock Entertainment, wo mit Late for Dinner – Eine zeitlose Liebe sein erstes Drehbuch verfilmt wurde.
Anschließend schrieb er mit Besser geht’s nicht, welcher von James L. Brooks inszeniert wurde, seinen bisher erfolgreichsten Film. So erhielt er 1998 nicht nur eine Nominierung des Golden Globe Award für das Beste Filmdrehbuch, sondern auch bei der Oscarverleihung 1998 eine Oscarnominierung für das Beste Originaldrehbuch, während der Film selbst zwei von sieben Nominierungen erhalten hat.

## Filmografie (Auswahl)
- 1991: Late for Dinner – Eine zeitlose Liebe (Late for Dinner)
- 1997: Besser geht’s nicht (As Good as It Gets)
- 2001: Das Haus am Meer (Life as a House)
- 2002: Die göttlichen Geheimnisse der Ya-Ya-Schwestern (Divine Secrets of the Ya-Ya Sisterhood)
- 2007: Georgias Gesetz (Georgia Rule)
- 2014: Das grenzt an Liebe (And So It Goes)

## Auszeichnungen (Auswahl)
Oscar
- 1998: Nominierung für das Beste Originaldrehbuch mit Besser geht’s nicht

Golden Globe Award
- 1998: Nominierung für das Beste Filmdrehbuch mit Besser geht’s nicht